# 卡納蘭齊鎮區 (明尼蘇達州羅克縣)
卡納蘭齊鎮區（英語：Kanaranzi Township，/ˌkænəˈrɒnzi/ KAN-ə-RON-zee）是位於美國明尼蘇達州羅克縣的一個行政鎮區。

## 地方資料
卡納蘭齊鎮區的面積為93.62平方千米，皆為陸地。根據2020年美國人口普查的數據，當地共有人口249人，而人口密度為每平方千米2.66人。